# Titularbistum Nasai
Nasai ist ein Titularbistum der römisch-katholischen Kirche. 
Das Bistum Nasai war in Numidien angesiedelt, einer historischen Landschaft in Nordafrika, die weite Teile der heutigen Staaten Tunesien und Algerien umfasst.
| Titularbischöfe von Nasai |                                                          |                                                                                         |                   |                    |
| Nr.                       | Name                                                     | Amt                                                                                     | von               | bis                |
| 1                         | Francis Martin Kelly                                     | emeritierter Bischof von Winona (USA)                                                   | 17. Oktober 1949  | 24. Juni 1950      |
| 2                         | Adolph Gregory Schmitt CMM                               | Apostolischer Vikar von Bulawayo (Südrhodesien/Föderation von Rhodesien und Njassaland) | 23. Dezember 1950 | 1. Januar 1955     |
| 3                         | Alonso Silveira de Mello SJ                              | Prälat von Diamantino (Brasilien)                                                       | 13. Juni 1955     | 29. November 1971  |
| 4                         | Aldo Mongiano IMC                                        | Prälat von Roraima (Brasilien)                                                          | 14. Mai 1975      | 26. Mai 1978       |
| 5                         | Lawrence Sabatini CS                                     | Weihbischof in Vancouver (Kanada)                                                       | 15. Juli 1978     | 30. September 1982 |
| 6                         | Jorge Mario Ávila del Águila CM                          | Apostolischer Administrator von El Petén Apostolischer Vikar von El Petén (Guatemala)   | 3. Dezember 1982  | 29. Januar 1987    |
| 7                         | Rudolf Müller                                            | Weihbischof in Görlitz (Deutschland)                                                    | 19. Mai 1987      | 27. Juni 1994      |
| 8                         | Jozef Marianus Punt                                      | Weihbischof in Haarlem (Niederlande)                                                    | 1. April 1995     | 21. Juli 2001      |
| 9                         | Benedito Beni dos Santos                                 | Weihbischof in São Paulo (Brasilien)                                                    | 28. November 2001 | 26. April 2006     |
| 10                        | Mário Marquez OFMCap                                     | Weihbischof in Vitória (Brasilien)                                                      | 31. Mai 2006      | 22. Dezember 2010  |
| 11                        | Miguel Ángel D’Annibale                                  | Weihbischof in Río Gallegos (Argentinien)                                               | 19. Februar 2011  | 21. Februar 2013   |
| 12                        | Juan Antonio Menéndez Fernández                          | Weihbischof in Oviedo (Spanien)                                                         | 26. April 2013    | 18. November 2015  |
| 13                        | Luís Miguel Muñoz Cárdaba Titularerzbischof pro hac vice | Apostolischer Nuntius                                                                   | 31. März 2020     |                    |